# Anéis de Júpiter

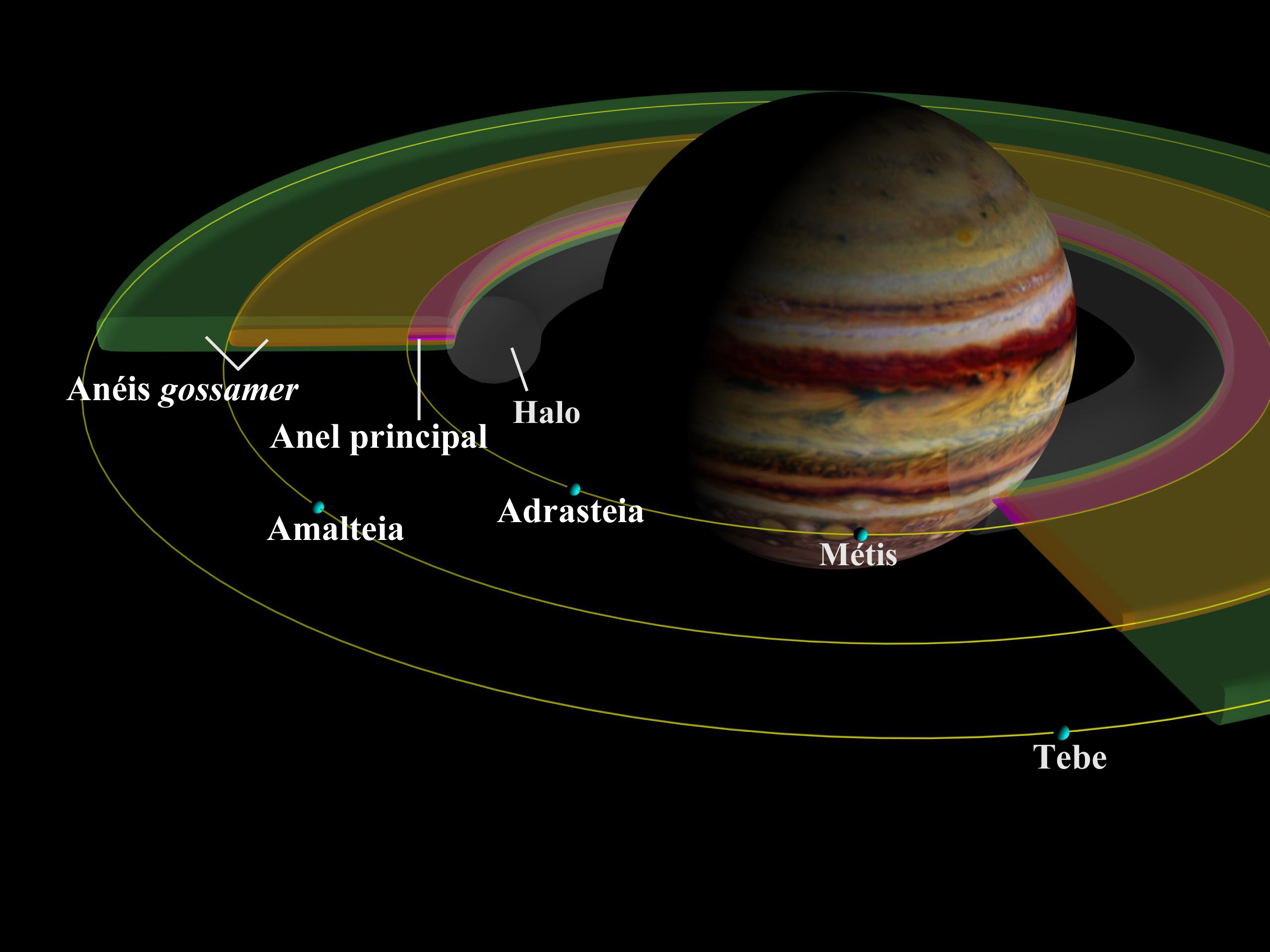
Esquema mostrando o sistema de anéis joviano

Os anéis de Júpiter são um sistema de anéis que circunda o planeta Júpiter. Foi o terceiro sistema de anéis planetários a ser descoberto no Sistema Solar, após os anéis de Saturno e de Urano, e foi observado pela primeira vez durante a visita da sonda espacial Voyager I em 1979.
Com as informações recolhidas pela sonda irmã Voyager II, que passou pelas proximidades do planeta naquele mesmo ano, foi possível iniciar a determinação da estrutura dos anéis. Em 1995, eles foram estudados de maneira mais aprofundada pela sonda espacial Galileu. Os anéis têm sido observados, desde a sua descoberta, pelo telescópio espacial Hubble e por telescópios situados na Terra, apesar da dificuldade em observá-los a partir da superfície terrestre, sendo necessário, para isso, recorrer aos maiores telescópios disponíveis.
O sistema joviano de anéis é ténue e consiste principalmente de poeira. É formado por quatro partes: a parte mais interna, o “anel halo”, é espessa e tem uma forma de toroide;  afastando-se do planeta encontra-se a segunda parte, o “anel principal”, que é o mais visível e também muito estreito; continuando o afastamento, encontram-se os dois largos, espessos e ténues “anéis gossamer”, nomeados a partir da lua de cujo material eles são compostos, Adrasteia e Tebe.
O anel halo e o anel principal são formados por material das luas Adrasteia e Métis e de outros corpos celestes não observados, ejetado por colisões em alta velocidade. Imagens de alta resolução obtidas em fevereiro e março de 2007 pela sonda New Horizons revelaram uma estrutura rica e fina no anel principal.
A cor do anel principal no espectro visível e nas proximidades do infravermelho é avermelhada, exceto pelo anel halo, que possui cor neutra ou azulada. O tamanho das partículas de poeira nos anéis varia, mas a área da secção reta é maior para partículas não esféricas com raio de cerca de 15 μm em todos os anéis, exceptuando no halo. O anel halo é provavelmente dominado por poeiras de dimensões submicrométricas. A massa total do sistema de anéis (incluindo corpos não visíveis) é pouco conhecida, mas está provavelmente entre 1011 e 1016 kg. A idade dos anéis é desconhecida, mas eles podem estar presentes desde a formação de Júpiter.
Um anel possivelmente existe na órbita de Himalia. Uma explicação possível é que uma pequena lua tenha se chocado com Himalia e a força do impacto tenha feito o material ser ejetado de Himalia.

## Estrutura
Os principais atributos dos quatro anéis jovianos conhecidos encontram-se na tabela abaixo:
| Nome                   | Raio (km)         | Largura (km) | Espessura (km) | Profundidade óptica | Percentagem de poeira | Notas                                             |
| ---------------------- | ----------------- | ------------ | -------------- | ------------------- | --------------------- | ------------------------------------------------- |
| Anel halo              | 92 000 –122 500   | 30 500       | 12 500         | ~1×10−6             | 100%                  |                                                   |
| Anel principal         | 122 500 – 129 000 | 6 500        | 30 – 300       | 5,9×10−6            | ~25%                  | Cercado por Adrasteia                             |
| Anel gossamer Amalteia | 129 000 – 182 000 | 53 000       | 2 000          | ~1×10−7             | 100%                  | Ligado a Amalteia                                 |
| Anel gossamer Tebe     | 129 000 – 226 000 | 97 000       | 8 400          | ~3×10−8             | 100%                  | Ligado a Tebe. Estende-se além da órbita de Tebe. |

## Anel principal

### Estrutura e aparência

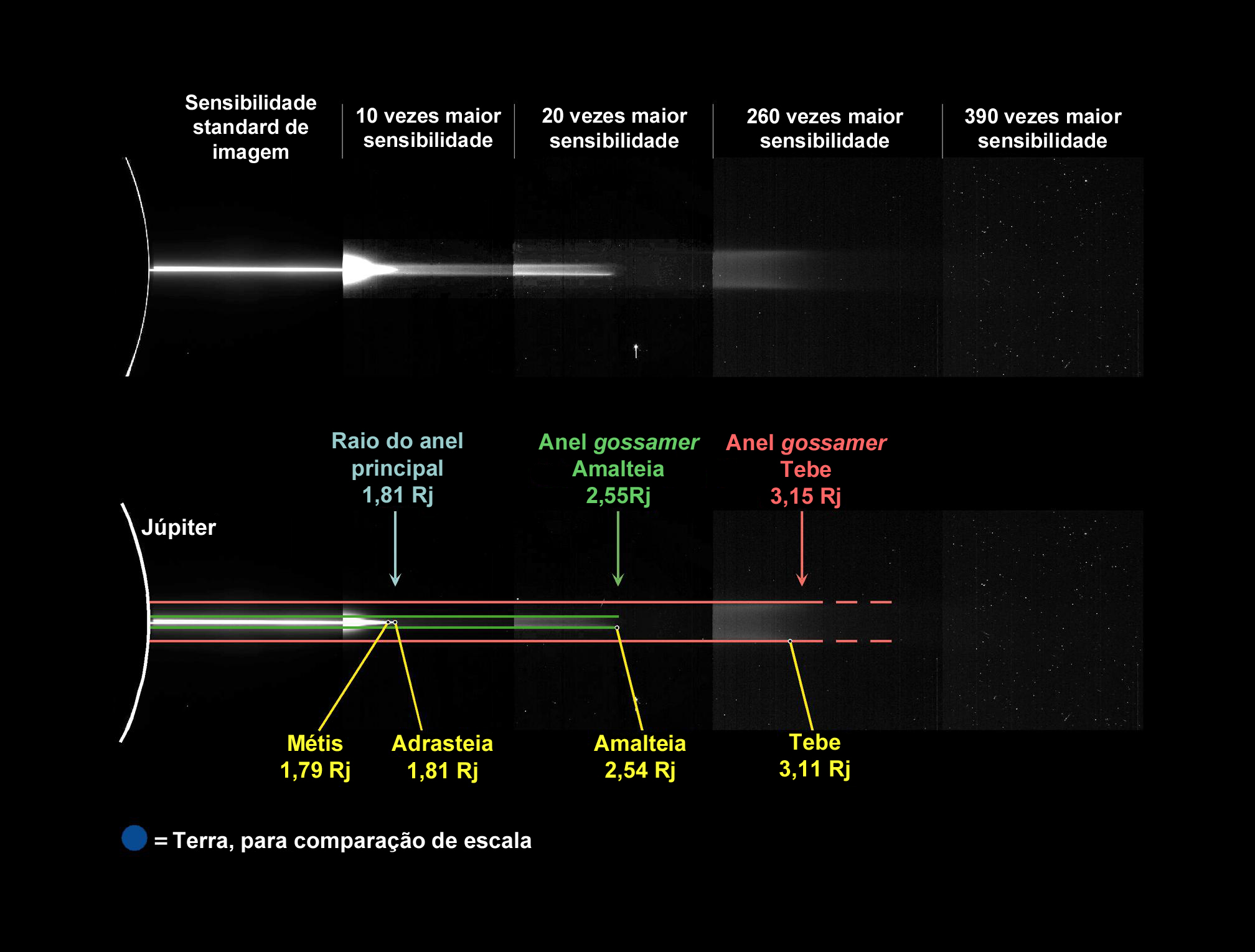
Mosaico de imagens dos anéis de Júpiter com um esquema mostrando as suas localizações (Cortesia NASA/JPL-Caltech).

O anel principal, estreito e muito fino, é o mais brilhante do sistema de anéis de Júpiter. A sua orla exterior tem um raio de 1,806 RJ (aproximadamente 129 000 km; RJ = raio equatorial de Júpiter, correspondente a 71 398 km) e coincide com a órbita do menor satélite interior de Júpiter, Adrasteia. A sua orla interior não se encontra demarcada por nenhum satélite e localiza-se a aproximadamente 122 500 km (1,72 RJ). Assim, a largura do anel principal é de cerca de 6 500 km.
A aparência do anel principal depende da geometria de visualização. Usando luz dispersa a um ângulo reduzido em relação à luz proveniente do sol (dispersão frontal), o brilho do anel principal decresce bruscamente a 128 600 km (internamente à órbita de Adrasteia) e alcança níveis idênticos à luminosidade de fundo aos 129 300 km (externamente à órbita de Adrasteia). Assim, é evidente que Adrasteia comanda o anel. O brilho continua a aumentar na direcção de Júpiter e tem um máximo próximo do centro do anel, aos 126 000 km. Existe uma abertura (falha) pronunciada perto da órbita de Métis aos 128 000 km. A orla interna do anel principal aparenta ter a sua luminosidade gradualmente diminuída entre os 124 000 e os 120 000 km, fundindo-se no anel halo. Usando dispersão frontal de luz, todos os anéis de Júpiter aparentam ter grande brilho.[carece de fontes?]

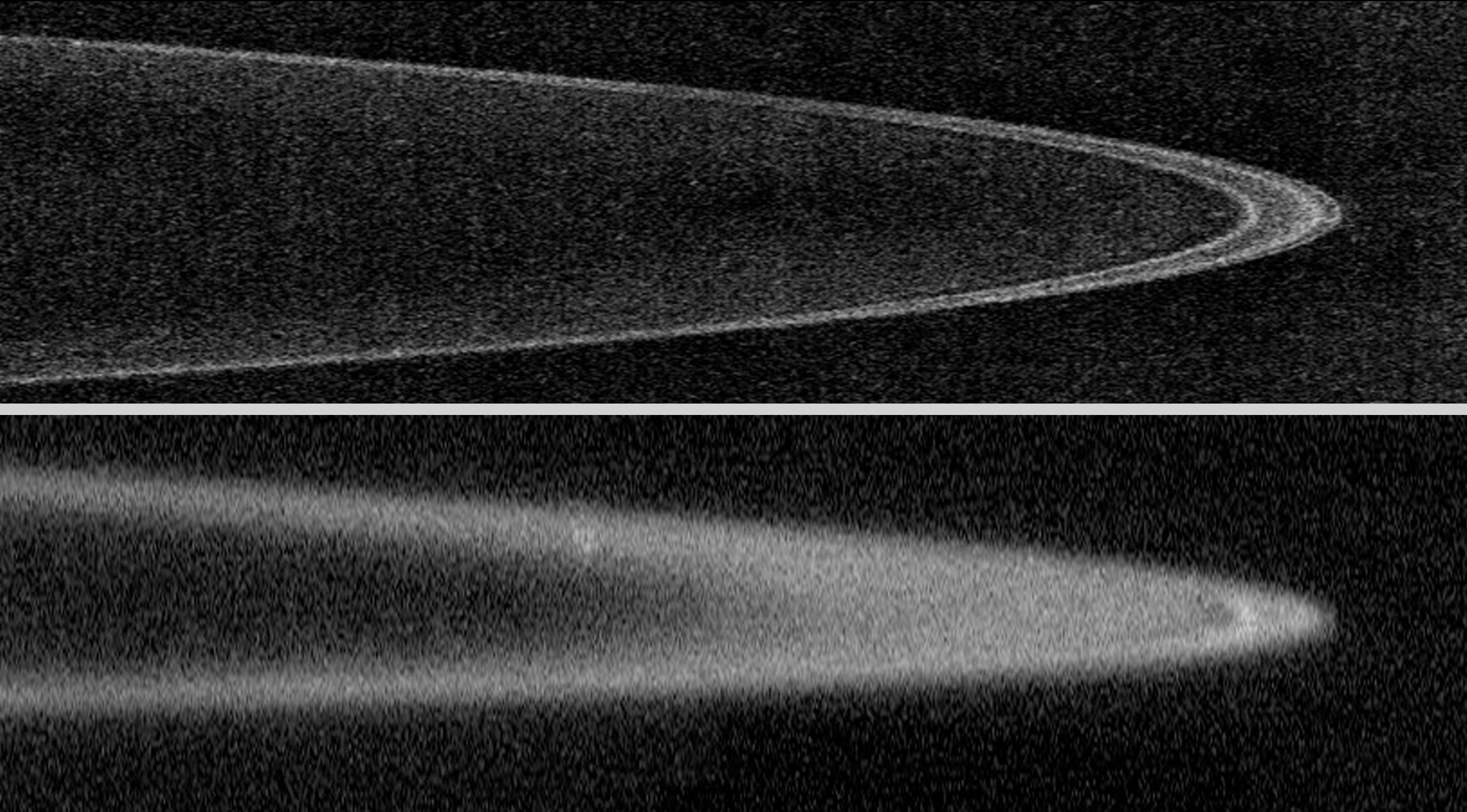
A imagem superior mostra o anel principal em dispersão traseira de luz, demonstrando ausência de quaisquer estruturas além da falha de Métis (Cortesia NASA/Johns Hopkins University Applied Physics Laboratory/Southwest Research Institute).

Em dispersão traseira de luz (a luz que é dispersa a um ângulo perto de 180º relativamente à luz solar), a situação é diferente. A orla exterior do anel principal, localizada a 129 100 km (um pouco externa à órbita de Adrasteia), é bastante demarcada. A órbita da lua é visível pela existência de uma falha no anel, havendo por estas razões um estreito anel no exterior desta órbita. Outro anel estreito desse tipo existe no interior da órbita de Adrasteia, delimitado por outra falha de origem desconhecida localizada a cerca de 128 500 km. Um terceiro anel estreito encontra-se entre o exterior da órbita de Métis e a abertura central do anel principal. O brilho do anel decresce rapidamente no exterior da órbita de Métis, formando a falha de Métis; no interior da órbita, o brilho aumenta de forma mais gradual que a vista usando dispersão frontal. Assim, o anel principal aparenta consistir em duas partes aquando da sua observação em dispersão traseira: uma parte estreita exterior que se estende entre os 128 000  e os 129 000 km, que inclui três anéis menores separados por falhas, e uma parte interna mais ténue entre os 122 500  e os 128 000 km, que não possui nenhuma estrutura visível como acontece na geometria em dispersão frontal. A falha de Métis marca a fronteira entre as duas zonas. A estrutura fina do anel principal foi descoberta através de dados obtidos pela sonda Galileu e é bem visível nas imagens obtidas pela sonda New Horizons entre fevereiro e março de 2007. O telescópio espacial Hubble, o observatório W. M. Keck e a sonda Cassini-Huygens não conseguiram detectar anteriormente esta estrutura, provavelmente devido à resolução espacial insuficiente. Entretanto, a fina estrutura foi observada pelo telescópio Keck utilizando óptica adaptada em 2002-2003.
Quando observado em dispersão traseira, o anel principal aparenta ser fino como uma lâmina, com uma espessura não superior a 30 km. Na geometria de dispersão lateral, a espessura do anel é 80-100 km, aumentando na direção de Júpiter. O anel aparenta ser muito mais espesso em dispersão frontal (aproximadamente 300 km). Uma das descobertas da sonda Galileu foi uma névoa ténue, relativamente espessa (cerca de 600 km) de material que cerca a zona interna. A névoa torna-se mais espessa no sentido da fronteira interna do anel principal, onde se dá a transição para o anel halo.
A análise detalhada de imagens obtidas pela sonda Galileu revelou variações longitudinais do brilho do anel principal sem ligações à geometria de visualização do mesmo. As imagens da Galileu também mostraram a existência de alguns "remendos" no anel à escala de 500 a 1 000 km.
Em fevereiro-março de 2007, a sonda New Horizons realizou uma busca profunda de novas luas no interior do anel principal. Enquanto nenhum satélite maior que 0,5 km foi encontrado, as câmeras da sonda detectaram sete torrões de partículas do anel. Eles orbitam no interior da órbita de Adrasteia, dentro de um anel estreito e denso. A conclusão de que eles são torrões, e não pequenas luas se baseia em sua aparência azimutalmente estendida. Eles se estendem a 0,1-0,3° por baixo do anel, o que corresponde a 1 000  - 3 000 km. Os torrões são divididos em dois grupos de cinco e dois membros. A sua natureza não está clara, mas suas órbitas estão próximas a ressonâncias 115:116 e 114:115 com Métis. Eles podem ser estruturas assemelhadas a ondas, excitadas por esta interação.[carece de fontes?]

### Espectros e distribuição do tamanho de partículas

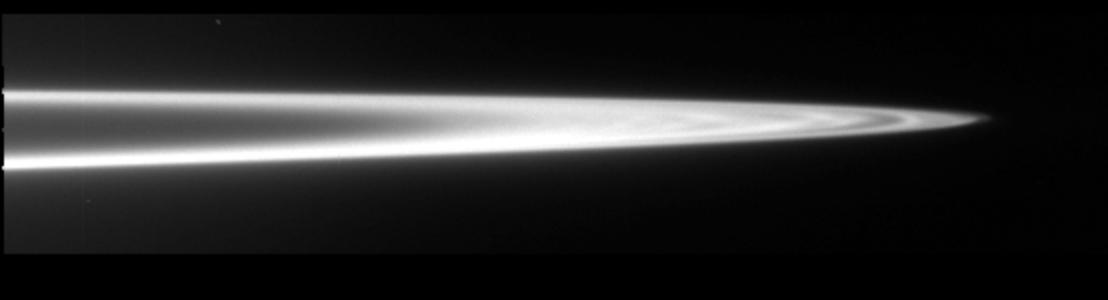
Imagem em dispersão frontal de luz do anel principal obtida pela sonda Galileu. É visível a falha de Métis (Cortesia NASA/JPL-Caltech).

Espectros do anel principal obtidos pelo telescópio espacial Hubble, pelo observatório W. M. Keck, pela sonda Galileu e pela sonda Cassini-Huygens mostraram que as partículas constituintes são vermelhas, ou seja, que o seu albedo aumenta a comprimentos de onda mais longos. Os espectros correspondem a partículas entre os 0,5 e 2,5 μm. Não foram encontradas até agora características espectrais que possam ser atribuídas a determinados compostos químicos, embora as observações da Cassini também tenham fornecido evidências de bandas de absorção próximas a 0,8 μm e 2,2 μm. Os espectros do anel principal são bastante similares aos das luas Adrasteia e Amalteia.
As propriedades do anel principal podem ser explicadas pela hipótese de que este contém quantidades significativas de poeiras formadas por partículas entre os 0,1 e 10 μm de tamanho. Esta hipótese explica o porquê de a dispersão frontal da luz ser mais intensa que a dispersão traseira. No entanto, a consideração da existência de corpos de maiores dimensões é necessária para explicar a intensa dispersão traseira e a estrutura fina na brilhante orla externa do anel principal.
A análise dos dados espectrais e de fase existentes leva à conclusão de que a distribuição dos tamanhos de partículas no anel principal obedece a uma lei exponencial:
{\displaystyle n(r)=A\times r^{-q}}
em que {\displaystyle n(r)dr} é o número de partículas com tamanho entre {\displaystyle r} e {\displaystyle r+dr} e {\displaystyle A} é um parâmetro de normalização escolhido para compatibilizar o fluxo total conhecido de luz proveniente do anel. O parâmetro q é 2,0±0,2 para partículas com raio r<15±0,3 μm (poeira) e q=5±1 para partículas de maiores dimensões (r>15±0,3 μm). É presentemente indeterminável a distribuição de corpos de maiores dimensões (mm a km). A dispersão de luz neste modelo é dominada por partículas com r~15 μm.
A lei exponencial referida acima permite a estimativa da profundidade óptica, τ, do anel principal: {\displaystyle \tau _{l}}=4,7×10−6 para partículas maiores e {\displaystyle \tau _{s}}=1,3×10−6 para poeiras. Esta profundidade óptica significa que a área do corte transversal do anel (secção) é de aproximadamente 5 000 km² É assumido que as partículas no anel principal tenham forma não esférica. Estima-se que a massa total da poeira no anel seja de {\displaystyle 10^{7}-10^{9}} kg. e a massa dos corpos de maiores dimensões (excluindo Métis e Adrasteia) {\displaystyle 10^{11}-10^{16}} kg, dependendo do seu tamanho máximo (considerado um quilómetro). Estas massas são comparáveis às de Adrasteia (aproximadamente 2×1015 kg), Amalteia (aproximadamente 2×1018 kg) e à da Lua terrestre, 7,4×1022 kg.
A presença de dois tipos de partículas no anel principal explica a dependência da sua aparência com o ângulo de visualização. A poeira dispersa mais luz na direcção frontal e forma um anel relativamente espesso e homogéneo (excluindo a falha de Métis) cercado pela órbita de Adrasteia. Pelo contrário, partículas de maiores dimensões, que fazem mais dispersão traseira, encontram-se confinadas a diversos anéis estreitos entre as órbitas de Métis e Adrasteia.

### Origem e idade

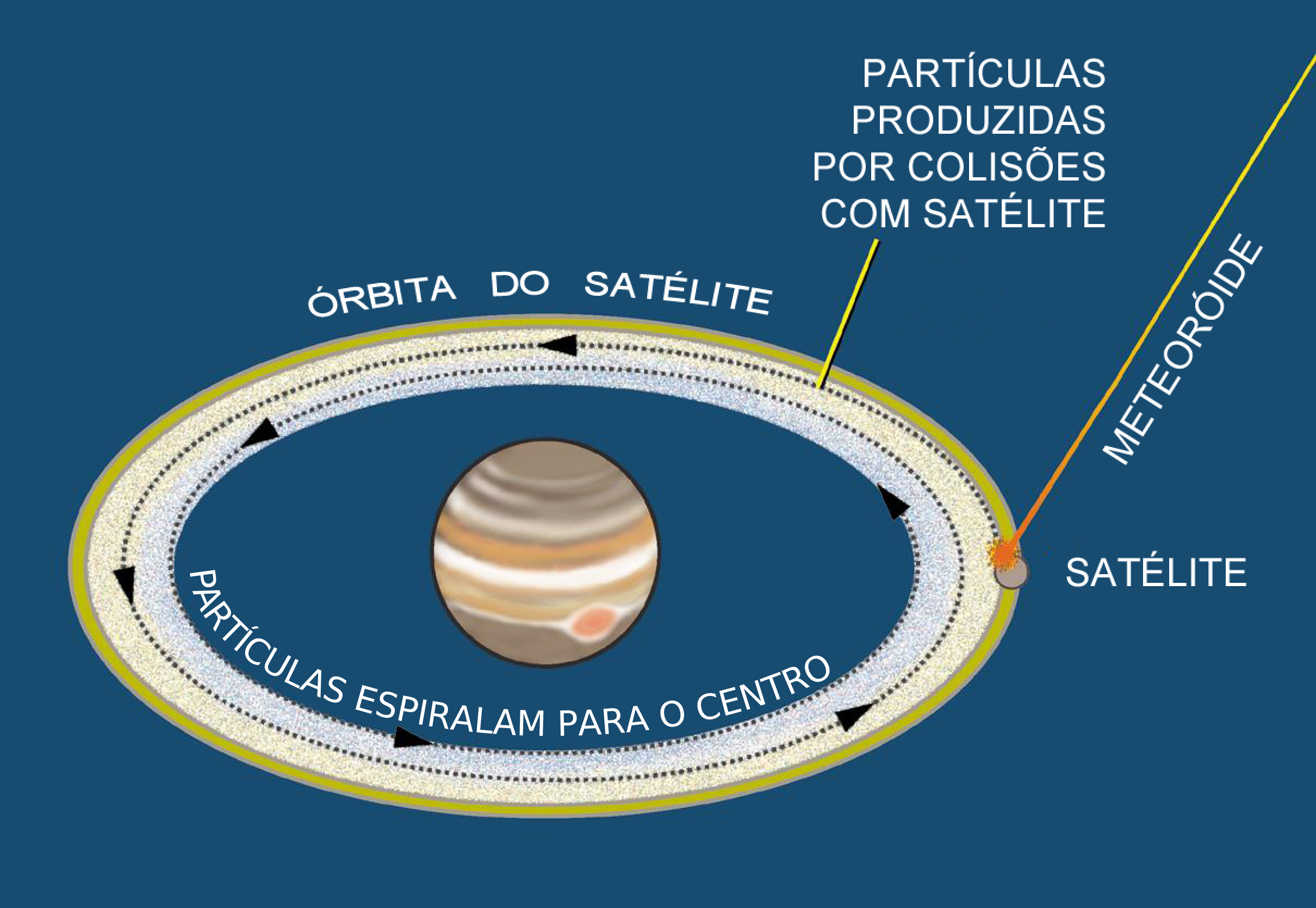
Formação dos anéis de Júpiter.

A poeira que constitui o anel é constantemente removida por dois tipos de forças: o efeito Poynting-Robertson e forças electromagnéticas provenientes da magnetosfera joviana. Materiais voláteis, como gelos, por exemplo, evaporam rapidamente. As partículas constituintes do anel têm uma vida média variando entre 100 e 1 000 anos,pelo que a poeira deve ser continuamente reposta através das colisões de corpos de maiores dimensões, entre 1 cm e ~0,5 km e entre esses mesmos corpos e partículas de alta velocidade provenientes do exterior do sistema joviano. Esta população de corpos encontra-se confinada à estreita (cerca de 1 000 km) orla externa do anel principal, e inclui as luas Métis e Adrasteia. O limite superior do seu tamanho é de aproximadamente  0,5 km, de acordo com observações da sonda New Horizons. A poeira produzida nas colisões possui aproximadamente os mesmos elementos orbitais dos corpos que a originam e espirala lentamente na direcção de Júpiter, formando a ténue zona interna do anel principal e do anel halo.
É actualmente desconhecida a idade do anel principal, mas poderá ser o que resta da população passada de corpos de pequenas dimensões perto de Júpiter.

### Corrugações verticais
Imagens das sondas Galileu e New Horizons mostram a presença de dois conjuntos de corrugações verticais espiraladas no anel principal. Essas ondas ficaram com as espiras mais concentradas ao longo do tempo, na taxa esperada para a regressão diferencial nodal no campo gravitacional de Júpiter. Extrapolando-se para o passado, o mais proeminente dos dois conjuntos de ondas parece ter sido excitado em 1995, por volta da época do impacto do cometa Shoemaker-Levy 9 com o planeta, enquanto o conjunto menor parece datar da primeira metade de 1990. As observações de novembro de 1996 da Galileu são consistentes com comprimentos de onda de 1950±150 e 630±20 km, e amplitudes verticais de 2,4±0,7 e 0,6±0,2 km, para o maior e o menor conjunto de ondas, respectivamente. A formação do conjunto maior pode ser explicada se o anel foi impactado por uma nuvem de partículas liberada pelo cometa, com uma massa total da ordem de 2–5 × 1012 kg, o que teria inclinado o anel em relação ao plano equatorial em 2 km. Um padrão similar de ondas espiraladas que se concentram com o tempo foi observado pela sonda Cassini nos anéis C e D de Saturno.

## Anel halo

### Estrutura e aparência

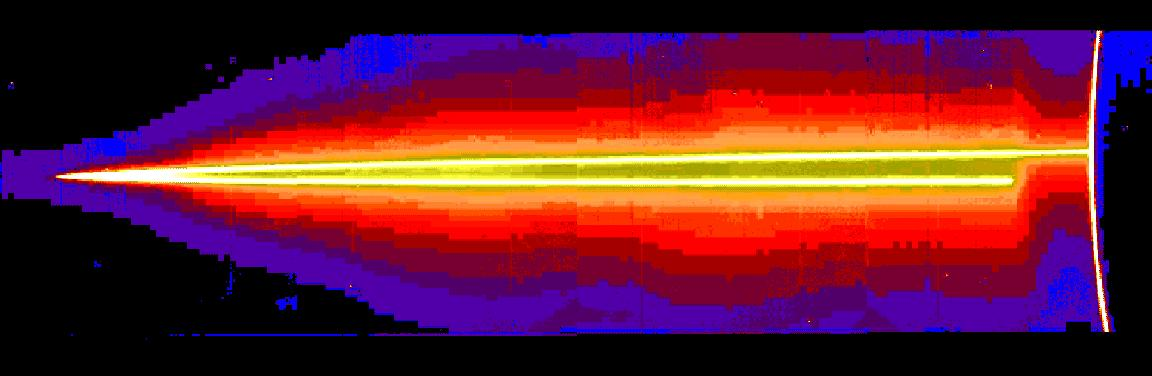
Imagem do anel halo obtida pela sonda Galileu, com falsa coloração. (Cortesia NASA/JPL-Caltech)

O anel halo é o anel mais interno e mais espesso do planeta Júpiter. A sua orla externa coincide com a orla interna do anel principal, a um raio aproximado de 122 500 km.(1,72 RJ). A espessura do anel aumenta então progressivamente em direcção a Júpiter. Não é conhecida a verdadeira extensão vertical do anel, mas foi detectada a presença de material seu constituinte a distâncias até 10 000 km acima do plano do anel. A orla interna do halo é relativamente pronunciada e localiza-se a um raio de 100 000 km (1,4 RJ), mas encontra-se algum do seu material a até 92 000 km. Assim, a largura do anel é de cerca de 30 000 km. A sua forma assemelha-se a um toro espesso sem uma estrutura interna definida.
Em contraste com o que acontece com o anel principal, a aparência do anel halo não depende muito da geometria de visualização. Ele aparenta ser mais brilhante em dispersão frontal de luz, que foi a técnica mais utilizada quando fotografado pela sonda Galileu. Enquanto que o brilho da superfície é muito menor que o do anel principal, o seu fluxo integrado vertical de fotões (perpendicular ao plano) é comparável, devido à sua muito maior espessura. Apesar de se estender possivelmente por 20 000 km no sentido vertical, o brilho do anel halo encontra-se fortemente concentrado perto do plano do anel e segue uma lei exponencial da forma ~{\displaystyle z^{-0.6-1.5}}, em que z é a altitude acima do plano do anel. A aparência do anel em dispersão traseira, tal como observado pelo observatório W. M. Keck e pelo Hubble, é basicamente a mesma, mas o seu fluxo de fotões é várias vezes menor que o do anel principal e encontra-se mais concentrado perto do plano do anel do que na observação em dispersão frontal.
As propriedades espectrais do anel halo são diferentes das do anel principal. A distribuição de fluxo, na gama  0,5-2,5 μm, é mais plana que a do anel principal; o halo não é vermelho, podendo inclusivamente ser azulado.

### Origem do anel halo
As propriedades ópticas do anel halo podem ser explicadas pela hipótese de que este compreende apenas poeira constituída por partículas de dimensões inferiores a 15 μm. Partes do halo localizadas longe do plano do anel poderão consistir em partículas de tamanho inferior ao micrómetro. Esta composição geológica explica a maior dispersão frontal de luz, cores azuladas e ausência de uma estrutura visível no halo. A poeira tem provável origem no anel principal, pois a profundidade óptica do halo, {\displaystyle \tau _{s}}~{\displaystyle 10^{-6}}, é comparável à da poeira do anel principal.
A grande espessura do halo pode ser atribuída à excitação das inclinações e excentricidades orbitais das partículas de poeira pelas forças electromagnéticas na magnetosfera joviana. A orla externa do anel coincide com uma forte ressonância de Lorentz 3:2 (a ressonância de Lorentz é uma ressonância entre o movimento orbital de uma partícula e a rotação da magnetosfera do planeta, quando a razão dos seus períodos é um número racional). Como o efeito Poynting-Robertson provoca a lenta deslocação de partículas em direcção a Júpiter, as inclinações orbitais destas partículas são excitadas quando passam através desta orla. A expansão do anel principal pode marcar o início do anel halo. A orla interna do anel halo não se encontra longe da mais forte ressonância de Lorentz 2:1. Nesta ressonância, a excitação é provavelmente muito significativa, forçando o mergulho das partículas na atmosfera joviana e delimitando então uma orla interna bem definida. Sendo derivado do anel principal, o halo tem a mesma idade deste.

## Anéisgossamer

### AnelgossamerAmalteia

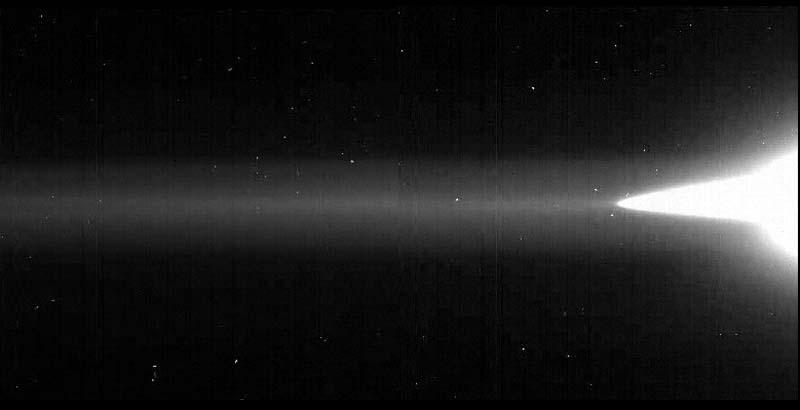
Imagem em dispersão frontal de luz dos anéis gossamer obtida pela sonda Galileu (Cortesia NASA/JPL-Caltech).

O anel gossamer Amalteia é uma estrutura bastante ténue com uma secção de forma rectangular. Estende-se desde a órbita da lua Amalteia, aos 182 000 km (2,54 RJ), até aos 129 000 km (1,80 RJ). A sua orla interna não se encontra delimitada de forma definida devido à presença dos anéis principal e halo, muito mais brilhantes. A espessura do anel é de aproximadamente 2 300 km na proximidade da órbita de Amalteia e decresce suavemente na direcção de Júpiter. O anel aumenta progressivamente de brilho em direcção a Júpiter e é mais brilhante nas bordas; uma das bordas é frequentemente mais brilhante que a outra. A orla exterior do anel é relativamente demarcada; o brilho do anel cai abruptamente na proximidade da órbita de Amalteia, embora ele possa ter uma extensão além da órbita do satélite, terminando perto de uma ressonância de 4:3 com Tebe. Em dispersão frontal de luz, o anel aparenta ser cerca de trinta vezes menos brilhante que o anel principal. Em dispersão traseira, o anel foi detectado apenas pelo telescópio do observatório W. M. Keck e pelo Hubble. Imagens com dispersão traseira mostram mais uma estrutura no anel: um aumento do brilho na zona imediatamente interior à órbita de Amalteia e confinado pelo limite superior ou inferior do anel.
Em 2002-2003, a sonda Galileu fez duas passagens através dos anéis gossamer. Durante as mesmas, o seu contador de poeira detectou partículas na faixa de tamanho  0,2–5 μm. Além disso, o rastreador de estrelas da sonda detectou pequenos e discretos corpos (< 1 km) perto de Amalteia, que podem representar detritos gerados por colisões com o satélite.[carece de fontes?]
A detecção do anel gossamer Amalteia a partir da Terra, junto com as imagens e medições de poeiras obtidas pela sonda Galileu, permitiram determinar a distribuição do tamanho das partículas, que aparenta seguir a mesma lei exponencial da distribuição das poeiras do anel principal, com q=2±0,5. A profundidade óptica deste anel é de aproximadamente 10−7, uma ordem de magnitude abaixo da do anel principal, mas a massa total da poeira (aproximadamente (107–109 kg) é comparável.

### AnelgossamerTebe
O anel gossamer Tebe é o anel mais ténue de Júpiter. Tem uma estrutura muito ténue, com uma secção de forma rectangular, e estende-se desde a órbita de Tebe, aos 226 000 km (3,11 RJ) até aos 129 000 km (1,80 RJ). A sua orla interna não se encontra bem definida devido à presença dos anéis principal e halo, muito mais brilhantes. O anel tem aproximadamente 8 400 km de espessura perto da órbita de Tebe, decrescendo suavemente na direcção de Júpiter. Tal como o anel Amalteia, é mais brilhante nos topos e aumenta de brilho gradualmente na direcção de Júpiter. A orla exterior do anel não é especialmente definida, estendendo-se por 15 000 km. Existe uma extensão do anel para além da órbita de Tebe, até aos 280 000 km (3,75 RJ), que é muito pouco visível (a chamada "Extensão de Tebe"). O anel aparenta ser cerca de três vezes mais ténue que o anel Amalteia em dispersão frontal de luz; em dispersão traseira, foi detectado apenas pelo telescópio do observatório W. M. Keck, e as imagens obtidas com dispersão traseira por este telescópio revelam um aumento de brilho no interior da órbita de Tebe. Em 2002-2003, o contador de poeira da sonda Galileu detectou partículas de poeira na faixa de 0,2–5 μm, similares às do anel Amalteia, e confirmou os resultados obtidos a partir das imagens.
A profundidade óptica do anel Tebe é de aproximadamente 3×10−8 (três vezes menor que a do anel Amalteia), mas a massa total das poeiras que o constituem, cerca de 107–109  kg, é semelhante. Entretanto, a distribuição do tamanho das partículas é mais rasa que a do anel Amalteia. Ela segue uma lei exponencial com q < 2. Na Extensão de Tebe, o parâmetro q pode ser ainda menor.

### Origens dos anéisgossamer
As poeiras dos anéis gossamer têm uma origem essencialmente similar às do anel principal e do anel halo. As suas fontes são as luas jovianas Amalteia e Tebe, respectivamente, através da ejecção de partículas a partir das suas superfícies causada por impactos de projécteis a alta velocidade. As partículas retêm inicialmente as órbitas das luas, mas espiralam depois gradualmente em direcção a Júpiter devido ao efeito Poynting-Robertson.
A espessura dos anéis gossamer é determinada pelas excursões verticais das luas, devido ao facto de estas apresentarem inclinações orbitais diferentes de zero. Esta hipótese explica por si só praticamente todas as propriedades observáveis dos anéis: secção rectangular, diminuição de espessura na direcção de Júpiter e brilho superior nas bordas. No entanto, algumas propriedades permanecem por explicar, como a existência da Extensão de Tebe (que pode ser causada pela existência de objectos não visíveis fora da órbita de Tebe) ou estruturas visíveis em dispersão traseira.
Uma explicação possível para a Extensão de Tebe é a influência das forças eletromagnéticas da magnetosfera joviana. Quando a poeira entra na sombra de Júpiter, ela perde a sua carga elétrica rapidamente. Como as pequenas partículas de poeira giram parcialmente com o planeta, elas se movem para fora durante a passagem pela sombra, criando uma extensão do anel gossamer Tebe. As mesmas forças podem explicar uma queda na distribuição de partículas e no brilho do anel, que ocorre entre as órbitas de Amalteia e Tebe.
O pico no brilho próximo à órbita de Amalteia e, portanto, a assimetria vertical do anel gossamer Amalteia pode se dever às partículas de poeira aprisionadas nos pontos de Lagrange (L4) e (L5) desta lua. As partículas podem também seguir órbitas ferradura entre os pontos de Lagrange. A poeira pode também estar presente nos pontos de Lagrange de Tebe. Esta descoberta implica que há duas populações de partículas nos anéis gossamer: um que se desloca lentamente na direção de Júpiter como descrito acima, enquanto outro permanece perto de uma lua fonte, aprisionado em uma ressonância 1:1 com ela.

## Anel de Himalia

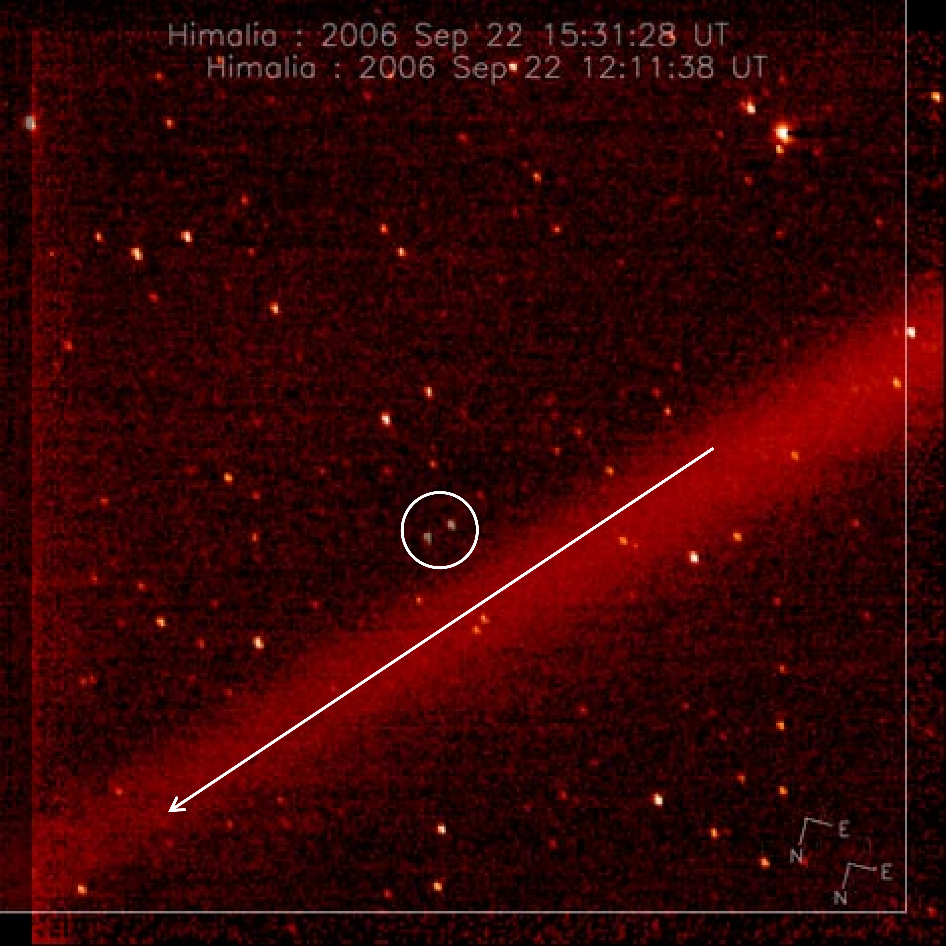
Composite of six New Horizons images of the possible Himalia ring. The double exposure of Himalia is circled. The arrow points to Jupiter.

Em setembro de 2006, quando a missão New Horizons da NASA a Plutão se aproximou de Júpiter para uma assistência gravitacional, fotografou o que parecia ser um ténue anel planetário ou arco de anéis, anteriormente desconhecido, paralelo e ligeiramente dentro da órbita do satélite irregular Himalia. A quantidade de material na parte do anel (arco) fotografada pela New Horizons era de pelo menos 0,04 km3, assumindo que tinha o mesmo albedo que Himalia. Se o anel (arco) for detritos do Himalia, deve ter-se formado muito recentemente. É possível que o anel (arco) possa ser detritos do impacto de uma lua muito pequena ainda não descoberta em Himalia, sugerindo que Júpiter pode ganhar e perder pequenas luas através de colisões.

## Exploração
A existência de anéis em Júpiter foi inferida após observações das cinturas de radiação jovianas pela sonda espacial Pioneer 11 em 1975. Em 1979, a sonda Voyager 1 obteve uma única imagem, sobreexposta, do sistema de anéis. A Voyager 2 obteve mais imagens nesse mesmo ano, o que permitiu uma determinação aproximada da estrutura dos anéis. A qualidade superior das imagens obtidas pela sonda Galileu, entre 1995 e 2003, aumentou substancialmente o conhecimento sobre os anéis jovianos. As observações efectuadas pelo telescópio terrestre do observatório W. M. Keck em 1997 e 2002 e pelo telescópio espacial Hubble em 1999 revelaram pormenores sobre a estrutura em luz com dispersão traseira. A sonda espacial New Horizons transmitiu imagens em fevereiro e março de 2007 que permitiram a observação inédita da estrutura fina do anel principal. Em 2000, a sonda Cassini-Huygens, destinada a Saturno, efectuou extensas observações do sistema joviano de anéis. Mais informações sobre os anéis serão fornecidas em missões futuras a Júpiter.